# لیخوسلاول
شهر لیخوسلاول (به روسی: Лихославль) در کشور روسیه و در اوبلاست ور واقع شده‌است.